# Johann Rudolf Rengger
Johann Rudolf Rengger von Brugg (Baden, Suiza, 13 de enero de 1795-Aarau, Suiza, 9 de octubre de 1832) fue un naturalista y médico suizo.

## Biografía
Estudió Ciencias Naturales y Farmacología en Suiza y Alemania. En la Universidad de Tubinga en 1817, obtuvo el grado de Doctor en Farmacología.
En 1818 viajó a Sudamérica junto con su colega Marcel Longchamp; ambos ejercieron la medicina y efectuaron estudios científicos allí. En julio de ese año arribaron al puerto de Buenos Aires, donde conocieron al botánico francés Aimé Bonpland. Un mes más tarde se embarcaron para remontar el Paraná con destino al Paraguay. Luego de una permanencia en la ciudad de Corrientes, llegaron a Asunción en julio de 1819. Por aquel entonces, Paraguay era gobernado por el dictador José Gaspar Rodríguez de Francia.
Durante su estadía oficiaron de boticarios y médicos, en tanto que Rengger dedicó gran parte de su tiempo a estudios de Ciencias Naturales, Historia, Etnografía y Política. De los seis años y medio que vivió en el país, cuatro lo hizo de manera forzada, retenido por el dictador Francia. En 1826 le fue permitido viajar a Buenos Aires.
Falleció a los 37 años de edad, víctima de tuberculosis.